# 李彬 (万历进士)
李彬（？—？），號赤城，山东临清州人。

## 生平
万历三十四年（1606年）丙午科山东乡试举人，四十七年（1619年）己未科進士，吏部觀政，天啓元年初授行人司行人，五月册封顺庆荣简王朱在焊长子肃□为顺庆王，二年十月册封韩府西德王璟□。四年升吏部稽勋司主事，調验封，調考功，本年給假。崇祯七年（1634年）起验封司员外郎，升郎中。

## 家族
曾祖李信。祖父李轩。父李国泰，儒官。